# Шабатин Полікарп Юхимович
Поліка́рп Юхи́мович Шаба́тин (* 9 березня 1919, Склименці, сучасний Корсунь-Шевченківський район — † 2007 (в деяких джерелах 2004)) — український письменник-байкар, нагороджений орденами Вітчизняної війни 2 ступеня, Червоної Зірки, «Знак Пошани», почесною грамотою Президії ВР УРСР, медалями. Лауреат премії імені Степана Олійника.

## Життєпис
Походить з родини селянина-бідняка. Три роки працював на взуттєвій фабриці в Дніпропетровську. Навчався в Олександрівському культосвітньому училищі. Закінчив військове училище.
Учасник Другої світової війни, брав участь у боях за Москву, у визволенні Білорусі та Польщі, в боях у Східній Пруссії.
1949 року закінчив філологічний факультет Київського університету, згодом Вищі економічні курси Інституту народного господарства.
Працював в електромеханічному технікумі Києва викладачем української мови та літератури, згодом — заступник завідувача відділу видавництва Укрполіграфвидаву, завідував відділом пропаганди і агітації Печерського райкому КПУ (КПРС).
З 1954 року працював у апараті Ради Міністрів УРСР.
Протягом 1976—1979 років — секретар правління Спілки письменників України.

## Доробок
З 1958 по 2001 рік вийшло друком чимало його збірників байок, нарисів, ліричних поезій, зокрема:
- «Байкарня — зброя дальнобійна», із вступним словом Олега Килимника,
- «Байки та жарти»,
- «Віялка»,
- «Дружні натяки»,
- «Не криви душею»,
- «Неспокійна ріка»,
- «НОП і клопіт»,
- «Терниця»,
- «Ягня й цапина борода»,
- «Син вишні»,
- книжки подорожніх нарисів.

За радянських часів його байки перекладалися на азербайджанську, алтайську, башкирську, бурятську, вірменську, грузинську, литовську, туркменську та угорську мови.
Перекладав на українську з бурятської, іспанської, португальської, російської мов.